# Stavreviken
Stavreviken er et byområde i Timrå kommun i Västernorrlands län i Sverige, ved Indalsälvens nedre udmunding.
Gennem Stavreviken løber Ljustorpsån for at munde ud i Indalsälven i Stavrevikskurvan.

## Historie
Byen er vokset op omkring jernbanestationen som åbnede i 1924. Samtidig blev poststationen overtaget fra Fjäl. Bynavnet Stavreviken er en yngre sammensætning, dannet efter byen Stavre.

## Personer med tilknytning til byen
Den legendariske ishockeyspiller Lennart Svedberg fra Östrand, Timrå, omkom her i et trafikuheld den 30. juli 1972.